# Joy-ride 〜歓喜のドライブ〜
「Joy-ride 〜歓喜のドライブ〜」（ジョイ ライド かんきのドライブ）は、EXILEの48枚目のシングル。2016年8月17日にrhythm zoneから発売。

## 概要
前作「Ki・mi・ni・mu・chu」から8カ月ぶりのシングル。「CD+DVD」「CDのみ」の2形態で発売。

## 収録曲

### CD
1. Joy-ride 〜歓喜のドライブ〜
作詞：ATSUSHI / 作曲：The Euroz、Andreas Oberg、Ninos Hannas
  - フジテレビ系『リオデジャネイロオリンピック』中継テーマソング[4]

### DVD
1. Joy-ride 〜歓喜のドライブ〜（MUSIC VIDEO）